# LGP-30

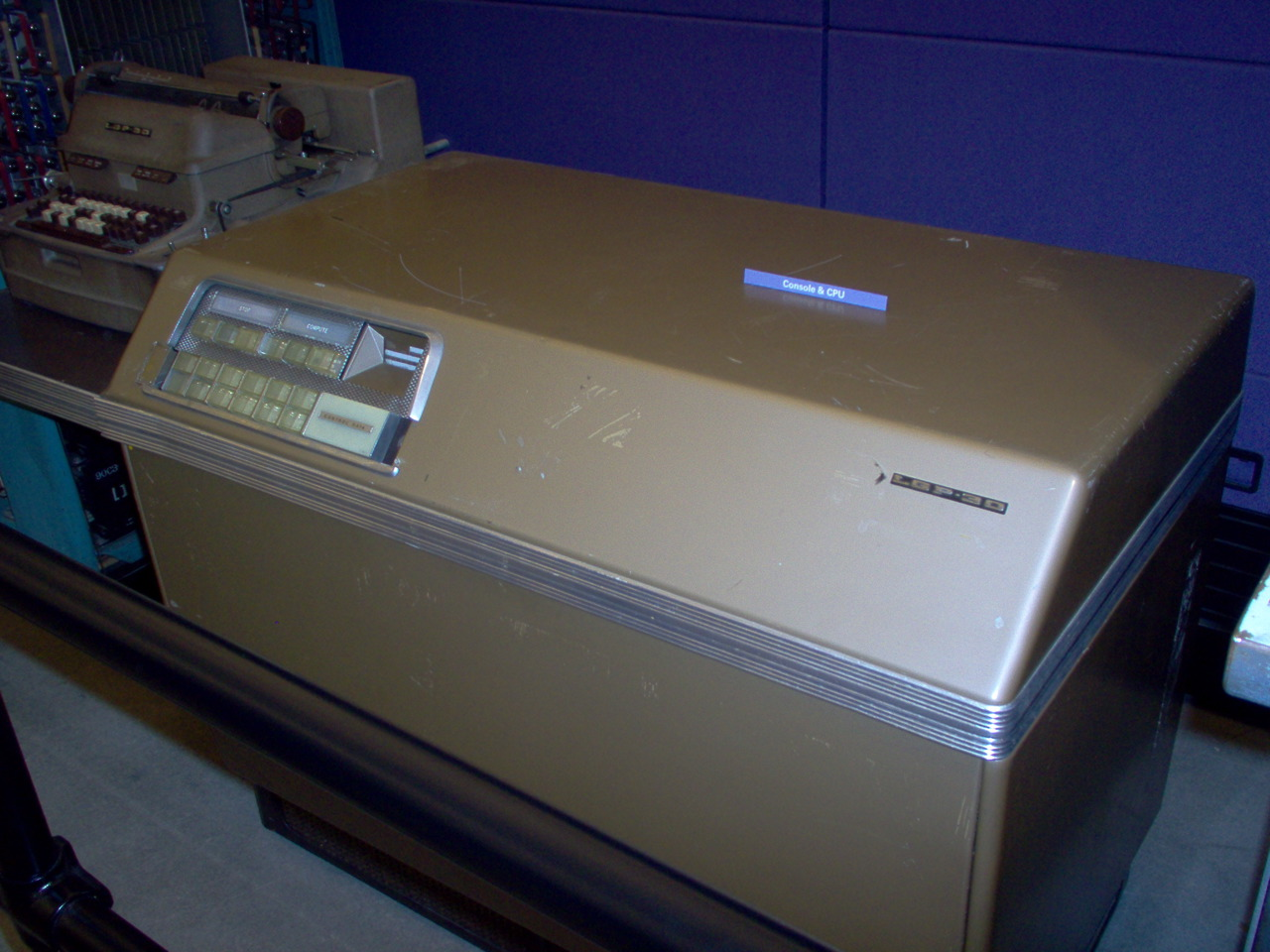
Librascope LGP-30

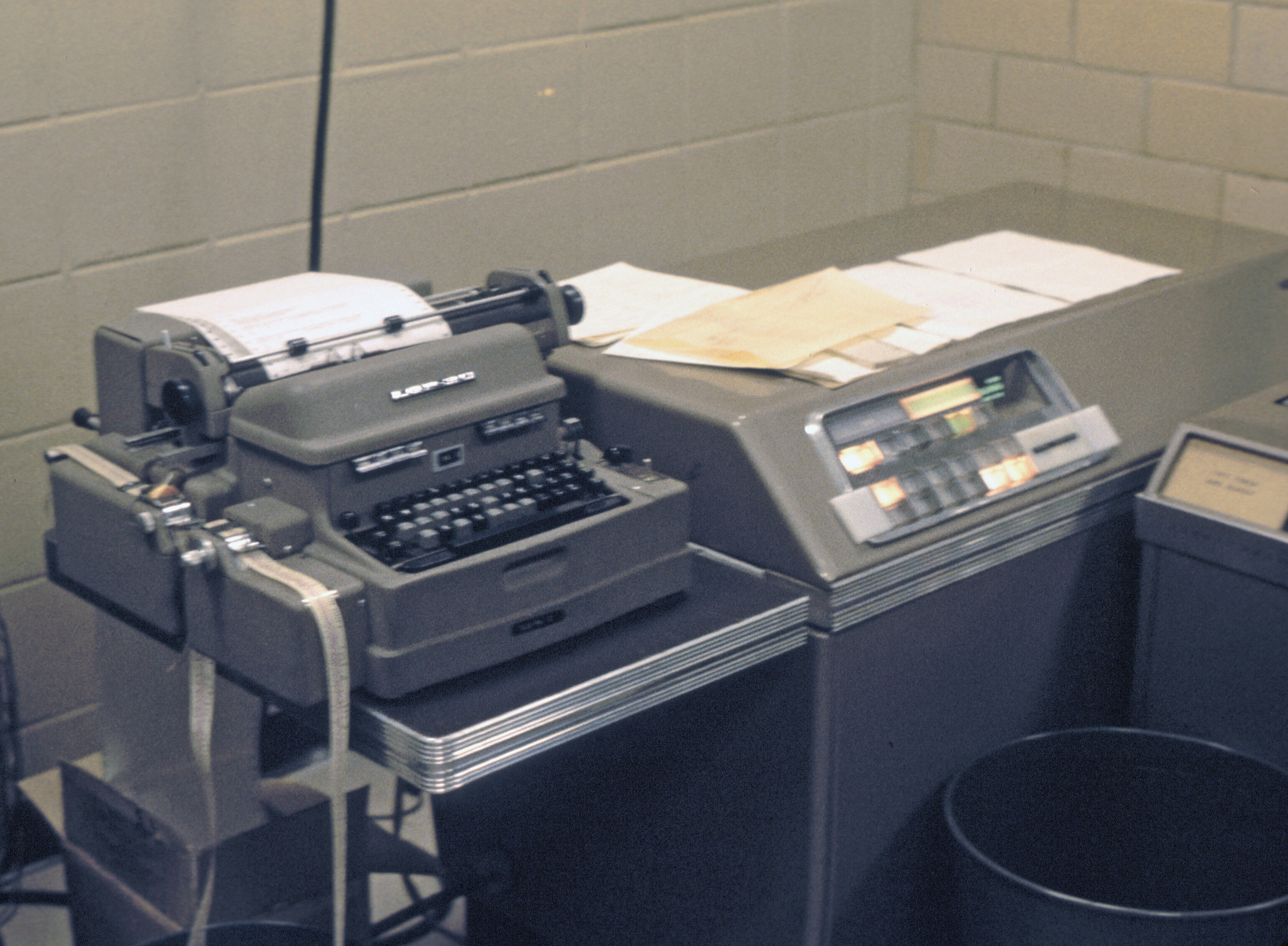
Ein LGP-30 1965 im Einsatz des Manhattan College

Der LGP-30 (Abkürzung für Librascope General Purpose 30 und später Librascope General Precision 30) war ein früher Computer, der von der Librascope Company, einer Tochtergesellschaft von General Precision Inc., entwickelt und im September 1956 auf den Markt gebracht wurde. Der LGP-30 war einer der ersten kommerziell verfügbaren Computer und wurde hauptsächlich für wissenschaftliche und technische Berechnungen verwendet.

## Technische Spezifikationen
- Prozessor: Der LGP-30 verwendete eine Trommelspeichertechnologie, bei der Daten auf einer rotierenden magnetischen Trommel gespeichert wurden. Diese Trommel diente sowohl als Hauptspeicher als auch als sekundärer Speicher.
- Speicherkapazität: Die Trommel hatte eine Kapazität von etwa 4.096 Worten mit jeweils 31 Bit (einschließlich Vorzeichenbit, aber ohne Leerzeichenbit)
- Taktfrequenz: Der Computer arbeitete mit einer Taktfrequenz von etwa 120 kHz.
- Eingabe/Ausgabe: Der LGP-30 verfügte über eine Flexowriter-Tastatur und einen Lochstreifenleser/-stanzer zur Eingabe und Ausgabe von Daten.

## Besonderheiten

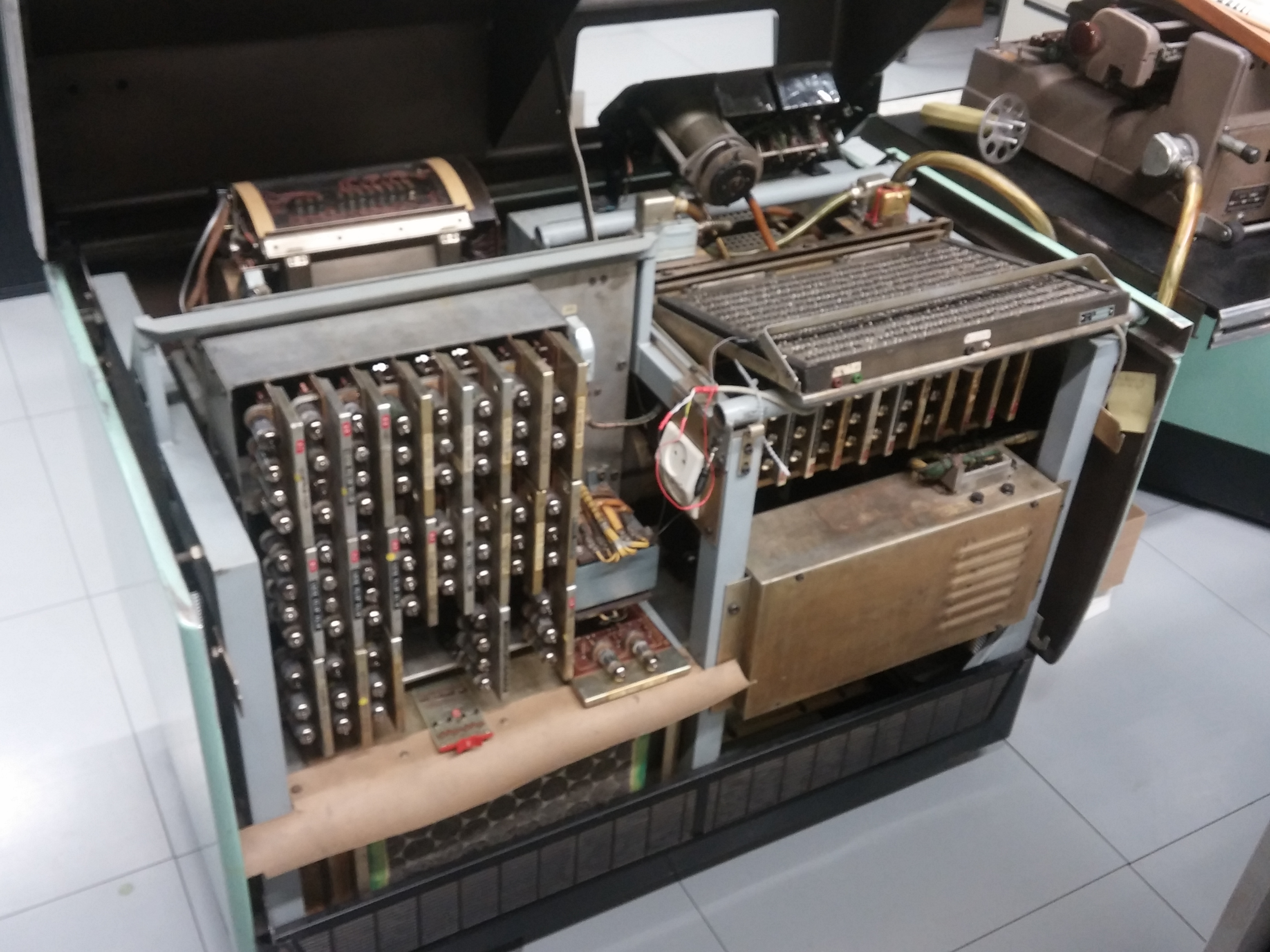
Geöffnete LGP-30, ausgestellt im Computermuseum der Informatik

- Kompakte Bauweise: Der LGP-30 war mit seinen Maßen von 84 cm × 112 cm × 66 cm (Höhe, Breite und Tiefe) für seine Zeit relativ kompakt und konnte auf einem Schreibtisch untergebracht werden, was ihn für kleinere Unternehmen und Forschungseinrichtungen attraktiv machte. Er wog 360 kg und stand auf stabilen Rollen, die den Transport erleichterten.
- Programmiersprache: Der LGP-30 wurde hauptsächlich in Maschinensprache programmiert, aber es gab auch höhere Programmiersprachen wie AlGOL 30 und DOPE (Dartmouth Oversimplified Programming Experiment), die für diesen Computer verfügbar waren.
- Preis: Der LGP-30 war mit einem Preis von etwa 47.000 US-Dollar, was 540.000 US-Dollar im Jahr 2024 entspricht, vergleichsweise erschwinglich für einen Computer seiner Zeit.

## Historische Bedeutung
Der LGP-30 spielte eine wichtige Rolle in der Geschichte der Computertechnik, da er einer der ersten Computer war, der für eine breitere kommerzielle Nutzung zugänglich war. Er wurde in verschiedenen wissenschaftlichen und technischen Anwendungen eingesetzt und trug zur Verbreitung der Computertechnologie in den 1950er und 1960er Jahren bei.

## Nachfolger
Der direkte Nachfolger des LGP-30 war der LGP-21, der ebenfalls von Librascope entwickelt wurde und einige Verbesserungen in Bezug auf Geschwindigkeit und Speicherkapazität bot.